# الرائد (مجلة 1959)
الرائد هي مجلة عربية تصدر كل أسبوعين تنشرها دار العلوم لندوة العلماء، مع التركيز الأساسي على المجتمع المسلم في الهند وظروفه. تأسست المجلة في عام 1959 على يد ربيع حسني الندوي ، ثم طورها سعيد الرحمن عزمي الندوي ، وواضح رشيد حسني الندوي، وعبد الله حسني الندوي، وآخرون. تهدف المجلة إلى تسليط الضوء على المقالات والأبحاث التي أجراها طلابها. وقد تأسست في البداية تحت مظلة النادي العربي، ثم انتقلت فيما بعد إلى دار العلوم لندوة العلماء، عاكسة بذلك مبادئ البعث الإسلامي (مجلة) ووجهات نظرها المميزة.

## الأصول والتطور
أسست لجنة الصحافة في النادي العربي مجلةَ النادي العربي في تموز 1959، وكان مؤسسها ربيع حسني الندوي، وكانت المجلة تتكون في البداية من أربع صفحات. وقد توسعت إلى ست صفحات بحلول تموز 1963 ثم زادت إلى ثماني صفحات بحلول عام 1965. كانت المجلة، التي يسيطر عليها بالكامل طلاب دار العلوم لندوة العلماء، تهدف إلى تأكيد سيادتهم الأدبية والصحفية. وعمل فريق التحرير، الذي يضم محمد ضياء الحسن، ومسعود الرحمن، ومحمد إقبال، تحت عنوان رائد النادي العربي في دار العلوم لندوة العلماء.
في تشرين الأول 1960، مع صدور العدد 8/7 في عامه الثاني، ظهر اسم رئيس التحرير شفيق الرحمن الندوي على الصفحة الأولى لأول مرة. كشف العدد الخامس في كانون الثاني 1964 عن اسم سعيد الرحمن عزمي نادوي تحت منصب المشرف. وبحلول تموز 1964، ذكرت بأن الإشراف العام كان يقوم به الدكتور ربيع حسني الندوي. ابتداءً من السنة الثامنة في عام 1966، تولى الدكتور ربيع حسني الندوي دور المشرف المسؤول، وضمن استمرارية الصحيفة.
في شباط 1974، في عامها الخامس عشر، واصلت المجلة العربية توزيعها، برئاسة ربيع حسني الندوي، ونائب الرئيس سعيد الرحمن عزمي الندوي، ورئيس التحرير واضح رشيد حسني الندوي. ابتداءً من السنة السادسة عشرة، وتحديدًا تموز 1974، صدرت المجلة عن دار العلوم لندوة العلماء دون لجنة الصحافة في النادي العربي. وقد حافظت المجلة على شكلها، حيث قدمها عبد الله حسني الندوي وكان يشغل منصب أمين التحرير اعتبارًا من العام الحادي والعشرين للمجلة (عام 1979).
وفي عام 1984م أكدت رابطة الأدب الإسلامي على أهمية الأدب الإسلامي، مما دفع مجلة الرائد إلى إصدار ملحق لها في عام 1989م بإشراف الدكتور ربيع حسني الندوي الأمين العام للجمعية. وقد حررها وساهم في إعدادها عبد النور الأزهري الندوي ومحمود الأزهري الندوي.

## النهج والتنفيذ
تحتوي المجلة على مقالات باللغة العربية الأدبية مصممة خصيصًا لمتعلمي اللغة المبتدئين. وتُعتبر بمثابة منصة صحفية أولية لطلبة الدراسات اللغوية والأدبية العربية. الهدف الأساسي للمجلة هو تشجيع الصحافة الإسلامية. وتتلقى المجلة مساهمات من طلاب يتبعون دار العلوم لندوة العلماء ومدارس دينية مختلفة، وتغطي الأخبار المتعلقة بالمسلمين المقيمين في الهند وخارجها. النادي العربي، الذي يمثل طلاب دار العلوم لندوة العلماء، يعمل تحت مظلة ندوة العلماء. وهي جمعية أدبية وثقافية عربية تعمل على صقل مهارات الطلبة من خلال أنشطة متنوعة مثل الكتابة والخطابة والصحافة العربية. بالإضافة إلى ذلك، تمتلك الجمعية مكتبة عربية متخصصة لأغراض القراءة.

## الاستقبال في الأوساط الأكاديمية
وقد حظي هذا المنشور باعتراف العلماء من مختلف التخصصات الأكاديمية. ويعتبرها عبد الصمد، الباحث في جامعة مدراس، مصدرًا بارزًا للصحافة العربية، مشيرًا إلى إصدارها مرتين في الشهر كميزة مهمة. فريد الدين أحمد من جامعة القطن سلَّط الضوء على دورها في تعزيز التعاليم الإسلامية ومعالجة المفاهيم الخاطئة في الهند. يشير حبيب شهيد الإسلام، وهو باحث في جامعة قوهاتي، إلى تأثير المجلة داخل العالم الإسلامي، بما في ذلك وصولها إلى الدول العربية. أشاد أنيس ألانجادان من جامعة المهاتما غاندي في ولاية كيرالا بهذه الفكرة لنهجها المتوازن وتجنبها للصراعات. ويشير سروار علم الندوي، وهو باحث في جامعة عليكرة الإسلامية، إلى مساهمتها في تشكيل الاهتمام بالتعليم العربي الكلاسيكي. ويلاحظ ذكر الله عربي من جامعة مولانا آزاد الوطنية الأردية تأثير ذلك على تعزيز الاهتمام باللغة العربية بين الأجيال الشابة. ويشيد بها الدكتور جوبيليا من جامعة كاليكوت لنهجها الصحفي الفريد ودورها في تطوير الصحف العربية وغير العربية في الهند. يصف ناياب حسن قاسمي، مؤلف كتاب دار العلوم ديوبند كا صحافاتي مانزارناما، لغتها بأنها واضحة وسهلة المنال. ويؤكد حافظ الرحمن من جامعة قوهاتي أن المجلة دخلت الصحافة العربية بمعايير عالية وممارسات نموذجية، بينما يشير عبيد الرحمن من جامعة قلقطتا إلى الإعجاب بها بين القراء الهنود والعرب على حد سواء. وتَدرَّك شيبا رحمن من جامعة عليكرة الإسلامية دورها المثالي في الصحافة والأدب العربي سواء في الهند أو على الصعيد الدولي.

## المنظور العالمي
وقد أشاد بها العديد من العلماء من العالم العربي ، منهم إسحاق الفرحان من الأردن، وعبد الحميد حمودة عضو جمعية أدب الشباب في مصر، وعفيف محمد بن علي من الجزائر.
وقد حظيت أيضًا بتقدير من علماء خارج العالم العربي. وأشار عبد الجليل حسين، مدير رابطة العالم الإسلامي في كوالالمبور بماليزيا، إلى كتابات الكاتب أبو الحسن علي حسني الندوي وأشاد بتغطيتها لقضايا مثل العمل التبشيري المسيحي في إندونيسيا والتطورات السياسية في الدول العربية. كما أعرب ضياء الدين خليل، رئيس الإدارة الروحية لمسلمي آسيا الوسطى وكازاخستان، عن إعجابه وتشجيعه للنشر.